# الهجرات الهندية الأوروبية

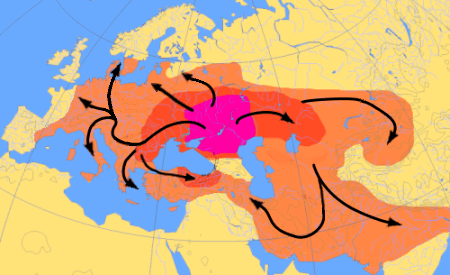

الهجرات الهندية الأوروبية هي هجرات المتحدثين باللغة الهندية الأوروبية البدائية كما اقترح العديد من الباحثين المعاصرين، والهجرات اللاحقة للأشخاص الذين يتحدثون لغات هندية أوروبية أكثر تطوراً، وهو ما يفسر سبب التحدث باللغات الهندية الأوروبية في منطقة كبيرة تمتد من الهند وإيران إلى أوروبا.
في حين أنه لا يمكن أن يكون هناك دليل مباشر على لغات ما قبل التاريخ، فإنه يُستنتج وجود اللغة الهندية الأوروبية البدائية وانتشار لهجات لغاتها الفرعية من خلال الهجرة واسعة النطاق من خلال تجميع المعلومات من علم اللغويات وعلم الآثار والأنثروبولوجيا وعلم الوراثة. يصف علم اللغات المقارن أوجه التشابه بين اللغات المختلفة والقوانين اللغوية التي تلعب دورًا في عملية التغيير في هذه اللغات. تتتبع البيانات الأثرية انتشار الثقافات التي يفترض أن المتحدثين باللغة الهندية الأوروبية البدائية قد أنشؤوها في عدة مراحل: من المواقع المفترضة للوطن الهندو أوروبي البدائي إلى مواقعهم اللاحقة في أوروبا الغربية والوسطى وجنوب وشرق آسيا عن طريق الهجرة وعن طريق التحول اللغوي من خلال استخدام النخبة كما هو موضح في الأبحاث الأنثروبولوجية. ساهمت الأبحاث الجينية الأخيرة بشكل متزايد في فهم العلاقات بين مختلف ثقافات ما قبل التاريخ.
وفقًا لفرضية كورغان المقبولة على نطاق واسع والتي جددت فرضية السهوب، فإن أقدم فرع هو اللغة الأناضولية (اللغة الحيثية واللغة اللوية) التي انفصلت عن أقدم مجتمع تكلم بالهندية الأوروبية المبكرة (اللغة الهندية الأوروبية البدائية العتيقة)، الذي تطور بنفسه في حوض الفولغا. بينما اُستخدم الفرع الثاني الأقدم وهو اللغات التخارية في حوض تاريم (غرب الصين الحالية)، وانفصلت عن اللغة الهندية الأوروبية البدائية المبكرة، التي كانت تُستخدم في سهوب بونتيك الشرقية. تطور الجزء الأكبر من اللغات الهندية الأوروبية من اللغة الهندية الأوروبية البدائية المتأخرة التي اُستخدمت في منطقة يامنايا، والثقافات الأخرى ذات الصلة في سهوب بونتيك كاسبيان حوالي سنة 4000 قبل الميلاد.
من المحتمل أن تكون السلتية البدائية والإيطالية البدائية قد تطورتا وانتشرتا من وسط أوروبا إلى أوروبا الغربية بعد هجرات يامنايا إلى وادي الدانوب، بينما قد تطورت الألمانية البدائية والبلطيقية السلافية البدائية شرق جبال الكاربات في أوكرانيا الحالية، وانتشرت شمالًا مع حضارة الخزف المحزم في أوروبا الوسطى (الألفية الثالثة قبل الميلاد). بدلاً من ذلك، ربما كان الفرع الأوروبي لللهجات الهندية الأوروبية، المسمى «الهندية الأوروبية الشمالية الغربية» والمرتبط بحضارة القدور الجرسية، سلفًا ليس فقط للغة السلتية والإيطالية، ولكن أيضًا للغة الجرمانية واللغة البلطيقية السلافية.
ربما ظهرت اللغة والثقافة الهندية الإيرانية في ثقافة سينتاشتا (حوالي 2100-1800 قبل الميلاد)، على الحدود الشرقية لمنطقة يامنايا وحضارة الخزف المحزم، ثم نمت في حضارة أندرونوفو (حوالي 1900-800 قبل الميلاد) التي كانت مرحلتاها الأوليان هي حضارة فيدروفو أندرونوفو (حوالي 1900-1400 قبل الميلاد)، وحضارة ألاكول أندرونوفو (حوالي 1800-1500 قبل الميلاد) .انتقل الهنود الآريون إلى مجمع باكتريا-مارغيانا الأثري (حوالي 2400-1600 قبل الميلاد) وانتشروا إلى بلاد الشام (ميتاني) وشمال الهند (الفيديون، حوالي 1500 قبل الميلاد) والصين (ووسون). انتشرت اللغات الإيرانية في جميع أنحاء السهول عن طريق السكوثيين، وإلى إيران القديمة عن طريق الميديين والبارثيين والفرس حوالي عام 800 قبل الميلاد.
توجد بعض من النظريات البديلة المقترحة. إذ تقترح فرضية الأناضولية لرينفرو تاريخًا مبكرًا للغات الهندية أوروبية، وتقترح أنها نشأت في الأناضول، ثم انتشرت انتشارًا أوليًا مع المزارعين الأوائل الذين هاجروا إلى أوروبا. كانت هذه النظرية هي البديل الوحيد الجاد لنظرية السهوب، لكنها عانت من نقص في القوة التفسيرية. أدت فرضية الأناضول أيضًا إلى توفير بعض الدعم للفرضية الأرمنية، التي تقترح أن أورهيمات (الوطن الأصلي) للغة الهندية الأوروبية كانت جنوب القوقاز. برغم انتقاد الفرضية الأرمنية على أسس أثرية وتسلسل زمني، فقد أدت الأبحاث الجينية الأخيرة إلى تجديد الاهتمام بها. تقترح نظرية الاستمرارية في العصر الحجري القديم وجود أصول لغوية تعود إلى العصر الحجري القديم، لكنها لم تلق سوى القليل من الاهتمام في المعرفة السائدة. أيضًا طُرحت نظرية النبوع من الهند وهي نظرية هامشية نشرها القوميون الهنود، ولكن لم تحظ بأي دعم في المعرفة العلمية الحالية.

## الأساسيات

### علم اللغويات: العلاقات بين اللغات

#### اللغات الهندية الأوروبية
أُشير إلى أوجه التشابه بين اللغات الأوروبية المختلفة والسنسكريتية والفارسية لأول مرة من قبل ماركوس زوريوس فان بوكهورن. وبعد قرن من الزمان، اكتشفهم أيضًا السير ويليام جونز ووصفهم في حديث الذكرى الثالثة للجمعية الآسيوية في عام 1786 بعد تعلمه اللغة السنسكريتية في الهند، وخلص إلى أن كل هذه اللغات نشأت من نفس المصدر. وطور من البداية بشكل حدسي عملية تكوين عائلة اللغات الهندية الأوروبية، والتي تتكون من عدة مئات من اللغات واللهجات المتصلة. هناك حوالي 439 لغة ولهجة، وفقًا لتقدير مجلة إثنولوج لعام 2009، وينتمي قرابة نصف هذا الرقم (221) إلى فرع الهندية الآرية التي نشأت في جنوب آسيا. تضم العائلة الهندية الأوروبية معظم اللغات الحالية الرئيسية في أوروبا، والهضبة الإيرانية، والنصف الشمالي من شبه القارة الهندية، وسريلانكا، كما اُستخدمت في أجزاء من الأناضول القديمة. ومع ظهور شهادات مكتوبة منذ العصر البرونزي في شكل اللغات الأناضولية واليونانية الميسينية، اعتُبرت العائلة الهندية الأوروبية مهمة في مجال اللغويات التاريخية لأنها تمتلك ثاني أطول تاريخ مسجل، بعد العائلة الأفرواسية.
يتكلم باللغات الهندية الأوروبية قرابة 3 مليارات متحدث أصلي، وهو أكبر عدد حتى الآن لأي عائلة لغوية معترف بها. من بين 20 لغة تمتلك أكبر قاعدة لعدد المتحدثين الأصليين وفقًا لإثنولوج، يوجد اثنتا عشرة لغة هندية أوروبية: الإسبانية والإنجليزية والهندية والبرتغالية والبنغالية والروسية والألمانية والبنجابية والمراثية والفرنسية والأوردو والإيطالية، وتمثل أكثر من 1.7 مليار متحدث أصلي.

#### اللغة الهندية الأوروبية البدائية
اللغة الهندية الأوروبية البدائية (المتأخرة) هي إعادة البناء اللغوي لسلف مشترك للغات الهندو أوروبية، كما تحدث بها الهنود الأوروبيون البدائيون بعد انفصال الأناضول والتخاريين. كانت اللغة الهندية الأوروبية البدائية هي أول لغة مقترحة تُقبل على نطاق واسع من قبل اللغويين. لقد بُذل المزيد من الجهد في إعادة بنائها أكثر من أي لغة بدائية أخرى وهي حتى الآن أكثر اللغات المفهومة من جميع اللغات البدائية في عصرها. خلال القرن التاسع عشر، كُرست الغالبية العظمى من العمل اللغوي لإعادة بناء اللغة الهندية الأوروبية البدائية أو اللغات البدائية المتفرعة منها مثل الألمانية البدائية، وتعتبر معظم الأساليب الحالية للغويات التاريخية (على سبيل المثال طريقة المقارنة وطريقة إعادة البناء الداخلي) نتيجة لذلك.
يقدر العلماء أن اللغة الهندية الأوروبية البدائية ربما جرى التحدث بها كلغة واحدة (قبل بدء الاختلاف) قرابة عام 3500 قبل الميلاد، على الرغم من اختلاف تقديرات السلطات المختلفة بأكثر من ألف عام. الفرضية الأكثر شيوعًا لأصل اللغة وانتشارها هي فرضية كورغان، والتي تفترض أن منبع اللغة كان في سهوب بونتيك كاسبيان في أوروبا الشرقية.
افترض السير ويليام جونز وجود اللغة الهندية الأوروبية البدائية لأول مرة في القرن الثامن عشر، بعدما لاحظ أوجه التشابه بين السنسكريتية واليونانية القديمة واللاتينية. وبحلول أوائل القرن العشرين، ظهرت أوصاف محددة بدقة للغة الهندية الأوروبية البدائية والتي لا تزال مقبولة حتى اليوم (بعد تعرضها لبعض التحسينات). كانت أكبر تطورات القرن العشرين هي اكتشاف اللغتين الأناضولية والتخارية وقبول النظرية الحنجرية. كما أدت اللغات الأناضولية أيضًا إلى إعادة تقييم جذرية للنظريات المتعلقة بتطور العديد من الخصائص المشتركة للغة الهندية الأوروبية ومدى وجود هذه الخصائص في اللغة الهندية الأوروبية البدائية نفسها.
يُعتقد أن اللغة الهندية الأوروبية البدائية امتلكت نظامًا معقدًا من المورفولوجيا الذي تضمن تصريفات (لاحقات جذور الكلمات، كما في who، whom، whose)، و (تعديلات في حرف العلة، كما في sing، sang، sung). استخدمت الأسماء نظامًا متطورًا من التصريفات، واستخدمت الأفعال نظامًا متقاربًا من التصريفات.

#### ما قبل اللغة الهندية الأوروبية البدائية
اقتُرح أيضًا وجود علاقات لها مع عائلات اللغات الأخرى مثل اللغات الأورالية، ولكن لا يزال هذا الأمر مثيرًا للجدل. لا يوجد أي دليل مكتوب على اللغة الهندية الأوروبية البدائية، لذا فإن كل معرفتنا بهذه اللغة ناتج عن عملية إعادة بنائها من اللغات اللاحقة باستخدام التقنيات اللغوية مثل طريقة المقارنة وطريقة إعادة البناء الداخلي.
تفترض فرضية اللغات الهندية الحثية سلفًا مشتركًا لكل من اللغات الأناضولية واللغات الهندية الأوروبية الأخرى، وأسمتها الهندية الحثية أو الهندية الأناضولية. على الرغم من وجود أسلاف للغة الهندية الأوروبية البدائية، فإن الفرضية الهندية الحثية غير مقبولة على نطاق واسع، وهناك القليل مما يوحي بأنه من الممكن إعادة بناء مرحلة الهندية الحثية البدائية التي تختلف اختلافًا جوهريًا عما أُعيد بناؤه بالفعل من اللغة الهندية الأوروبية البدائية.
يفترض فريدريك كورتلاندت سلفًا مشتركًا بين الهندية الأوروبية والأورالية، أسماه الهندية الأورالية، كاحتمال لما سبق اللغة الهندية الأوروبية البدائية. ويقول كورتلاند: «الهندية الأوروبية هي فرع من الهندية الأورالية الذي تحول بشكل جذري تحت تأثير ركيزة قوقازية شمالية عندما انتقل المتحدثون بها من المنطقة الواقعة شمال بحر قزوين إلى المنطقة الواقعة شمال البحر الأسود».

## أصول الهنود الأوروبيين

### أورهيمات (الوطن الأصلي)
إن نظرية أورهيمات اللغة الهندية الأوروبية البدائية هي تعريفات مؤقتة لأورهيمات أو الوطن الأصلي للغة الهندية الأوروبية البدائية الافتراضية. تحاول مثل هذه التعريفات أن تكون متسقة مع علم مقارنة اللغة والتاريخ لشجرة اللغة ومع الآثار المكتشفة لتلك الأماكن والأوقات. يُحدد التطابق على أساس مدى ملاءمة طرق الهجرة المتوقعة وأوقات الهجرة لتوزيع اللغات الهندية الأوروبية، وكيف أن النموذج الاجتماعي للمجتمع الذي أعيد بناؤه من العناصر المعجمية للهندية الأوروبية البدائية يتناسب بشكل وثيق مع النموذج الأثري. تفترض جميع الفرضيات وجود فترة مهمة (على الأقل 1500-2000 سنة) بين وقت اللغة الهندية الأوروبية البدائية والنصوص الأولى الموثقة في كولتبه قرابة القرن التاسع عشر قبل الميلاد.

### فرضية كورغان و«نظرية السهوب المنقحة»
منذ أوائل ثمانينيات القرن العشرين، كان هناك إجماع سائد على تفضيل نظرية ماريا جيمبوتاس «فرضية كورغان» و«نظرية السهوب المنقحة» لديفيد أنتوني المستمدة من العمل الرائد لجيمبوتاس، والتي ترجح أن وطن الهندية الأوروبية هو سهوب بونتيك، وبشكل أكثر تحديدًا، بين دنيبر (أوكرانيا) ونهر الأورال (روسيا) في فترة العصر الحجري (من 4 إلى 5 آلاف سنة قبل الميلاد)، حيث تطورت ثقافات مختلفة ذات صلة ببعضها البعض.
سهوب بونتيك هي منطقة كبيرة من المراعي في أقصى شرق أوروبا، وتقع شمال البحر الأسود وجبال القوقاز وبحر قزوين وتشمل أجزاء من شرق أوكرانيا وجنوب روسيا وشمال غرب كازاخستان. يٌعد ذلك زمان ومكان أول تدجين للخيول، والذي كان وفقًا لهذه الفرضية عمل الهنود الأوروبيين الأوائل، وهو ما سمح لهم بالتوسع إلى الخارج واستيعاب أو غزو العديد من الثقافات الأخرى.
تجادل فرضية كورغان (التي تعد أيضًا نظرية أو نموذجًا) بأن المنتمين إلى «ثقافة كورغان» الأثرية (وهو مصطلح يجمع ثقافة يامنايا أو ثقافة قبر الجثوة وثقافات أسلافهم) في سهوب بونتيك كانوا على الأرجح يتحدثون باللغة الهندية الأوروبية البدائية. يُشتق هذا المصطلح من كورغان، وهي كلمة تركية دخيلة باللغة الروسية تعني ركان أو تل الدفن. يعد كون الأصل هو سهوب بونتيك كاسبيان هو السيناريو الأكثر قبولًا للأصول الهندية الأوروبية.
صاغت ماريا جيمبوتاس فرضية كورغان في الخمسينيات من القرن الماضي، وجمعت عددًا من الثقافات ذات الصلة في سهوب بونتيك. وقسمت «ثقافة كورغان» إلى أربع فترات متتالية، الأقدم (كورغان الأولى) التي تشمل ثقافات سامارا وسيروجلازوفو في منطقة دنيبر/فولغا في العصر النحاسي (أوائل الألفية الرابعة قبل الميلاد). كان المنتمون إلى هذه الثقافات من الرعاة الرحل، الذين توسعوا وفقًا للنموذج بحلول الألفية الثالثة المبكرة في جميع أنحاء سهوب بونتيك-قزوين ووصولًا إلى أوروبا الشرقية.
يُعتبر تقسيم جيمبوتاس في الوقت الحاضر واسعًا للغاية. فمن الأفضل وفقًا لأنتوني التحدث عن ثقافة يامنايا أو عن «أفق يامنايا»، والتي تضمنت العديد من الثقافات المرتبطة، مثل الثقافة الهندية الأوروبية البدائية المحددة في سهوب بونتيك. وقد أدرج ديفيد أنتوني التطورات الأخيرة في كتابه «نظرية السهوب المنقحة»، والذي يدعم أيضا كون أصل اللغات الهندو أوروبية من هذه السهوب. يؤكد أنتوني على ثقافة يامنايا (3300-2500 قبل الميلاد)، التي كانت في منطقة الدون الوسطى والفولجا، كأصل انتشار الهندية الأوروبية، ولكن يعتبر ثقافة خفالينسك الأثرية التي تعود إلى حوالي عام 4500 قبل الميلاد كأقدم مرحلة من الهندية الأوروبية البدائية في منطقة الفولغا السفلى والوسطى، وهي ثقافة امتلكت الأغنام المستأنسة والماعز والأبقار وربما الخيول. يؤكد بحث حديث قام به هاك وزملاؤه (2015) على هجرة أناس يامنايا إلى أوروبا الغربية، وتكوينهم حضارة الخزف المحزم.
بينما يشير تحليل أحدث أجراه أنتوني (2019) أيضًا إلى أصل وراثي للهنود الأوروبيين البدائيين (من ثقافة يامنايا) في سهوب أوروبا الشرقية شمال القوقاز، ينحدر من خليط من صيادي أوروبا الشرقية والصيادين-الجامعين من القوقاز. بالإضافة إلى ذلك، يقترح أنتوني أن اللغة الهندية الأوروبية البدائية تتكون أساسًا من قاعدة من اللغات التي تحدث بها الصيادون في أوروبا الشرقية مع تأثيرات من لغات الصيادين-الجامعين من شمال القوقاز، بالإضافة إلى التأثير المحتمل اللاحق من لغة ثقافة مايكوب في الجنوب (الذي يُفترض أنه ينتمي إلى عائلة شمال القوقاز) في العصر الحجري الحديث أو البرونزي المتأخر، ويشتمل على القليل من التأثير الجيني.

#### فرضية الأناضول
المنافس الأساسي هو الفرضية الأناضولية التي قدمها كولين رينفرو، والتي تنص على أن اللغات الهندية الأوروبية بدأت في الانتشار السلمي إلى أوروبا من آسيا الصغرى (تركيا الحديثة) قرابة عام 7000 قبل الميلاد مع الثورة الزراعية في العصر الحجري الحديث عن طريق الانتشار السكاني (موجة تقدمية). وبناءً على ذلك، كان معظم سكان أوروبا في العصر الحجري الحديث يتحدثون اللغات الهندية الأوروبية، وستتمكن الهجرات اللاحقة في أحسن الأحوال من استبدال هذه الفروع الهندية الأوروبية بفروع هندية أوروبية أخرى. تكمن القوة الرئيسية لفرضية الزراعة في ربطها انتشار اللغات الهندية الأوروبية بحدث أثري معروف (انتشار الزراعة) الذي يُفترض احتواؤه في الأغلب على تحولات سكانية كبيرة.
حاول ألبرتو بيازا ولويجي لوكا كافالي سفورزا في أوائل القرن الحادي والعشرين مواءمة فرضية الأناضول مع نظرية السهوب. ووفقًا لالبرتو بيازا الذي كتب في عام 2000: «فمن الواضح أن سكان سهوب كورجان قد انحدروا جزئيًا على الأقل من الناحية الوراثية من أجداد في الشرق الأوسط الذين كانوا قد هاجروا من تركيا في العصر الحجري الحديث». ووفقًا لبيازا وكافالي سفورزا (2006)، فإن ثقافة يامنايا قد تكون منحدرة من مزارعي العصر الحجري الحديث في الشرق الأوسط الذين هاجروا إلى سهوب بونتيك وطوروا حياة الترحال الرعوية. يتفق ويلز مع كافالي سفورزا على أن هناك «بعض الأدلة الجينية على الهجرة من الشرق الأوسط». ومع ذلك، رُفضت فرضية الأناضول لأنها تتعارض مع المعلومات المتزايدة عن التاريخ الجيني لسكان يامنايا.